# یواس‌اس ترکیه (ای‌ام‌اس-۵۶)
یواس‌اس ترکیه (ای‌ام‌اس-۵۶) (به انگلیسی: USS Turkey (AMS-56)) یک کشتی بود که طول آن ۱۳۶ فوت (۴۱ متر) بود. این کشتی در سال ۱۹۴۴ ساخته شد.